# 야마시로국

야마시로 국

야마시로국(일본어: 山城国 야마시로노쿠니[*])은 기나이에 설치되었던 일본의 옛 구니이다. 현재의 교토부 남부에 해당한다. 다른 이름으로는 조슈(城州)라 불리는 것이 일반적이지만, 또는 산슈(일본어: 山州), 요슈(일본어: 雍州)라고도 한다. 요슈라는 이름은 중국 당(唐)의 수도였던 장안(長安)에 있었다는 옹주(雍州)의 이름에서 따온 것이다. 《엔기시키(延喜式)》는 상국(上國)으로 격이 매겨져 있다.

## 역사
원래는 한자로 똑같이 '야마시로'라는 같은 발음을 쓰는 '山代'로 표기했는데, 7세기경 '山背'라는 표기로 구니가 세워졌다. 수도가 헤이조쿄에 있던 시대의 목간에는 이 두 가지 표기가 모두 병존하고 있었던 것으로 보이는데, 엔랴쿠(延曆) 13년(794년) 11월 8일(양력 12월 4일)에 간무 천황이 이곳으로 도읍을 옮기고 새로이 헤이안쿄라 개칭하면서, 산과 강이 겹겹이 에워싼 것이 마치 천연의 성과 해자의 모습을 닮았다 하여 '山城'으로 개칭했다. 이것이 원래는 'ジョウ' 또는 'き'로 읽는 '城' 자를 'しろ'로도 읽게 된 한 원인이 되었다.
야마시로 국의 중심 소재지이자 행정 중심지 즉 고쿠후(國府)는 처음에는 소라쿠군(相樂郡, 지금의 교토부 야마시로쵸 카미코마)에 있다가 카즈노군ㆍ오토쿠니군(797년, 나가오카쿄(長岡京) 남부에 있었음), 오토쿠니군(乙訓郡, 861년, 지금의 오야마자키쵸 오오야마자키)의 순으로 변천을 거듭했다.
무가 정권의 성립에 즈음해 슈고가 설치되었는데, 교토의 슈고가 야마시로 국의 슈고를 겸임하고 있었으므로 교토 슈고의 고케닌이 거주하는 곳이 곧 야마시로 국의 슈고가 거주하는 중심 소재지 즉 슈고쇼(守護所)이 되었다. 그 뒤 로쿠하라 단다이가 야마시로 국 슈고의 임무를 겸무하게 되면서 중심 소재지가 로쿠하라로 옮겨갔다. 무로마치 시대에 야마시로 국은 우지강(宇治江)을 경계로 상3군과 하5군으로 나뉘어 각각 슈고다이(守護代)가 임명되었는데, 상3군의 슈고쇼가 우지 전도(槙島)에, 하5군의 슈고쇼가 요도(淀) 등 여러 곳에 세워지게 된다.

## 고쿠후와 고쿠분지 그리고 이치노미야
야마시로의 고쿠후는 8세기 전반까지 남부 야마시로에 있었는데, 엔랴쿠 16년(797년)까지 카즈노군에 있던 것을 나가오카쿄의 남쪽으로 옮겼다가 조간(貞寬) 2년(861년)부터는 다시 야마자키로 옮겼다. 각각 야마시로쵸 카미코마, 교토 시 우쿄구 우즈마사, 나가오카쿄(長岡京) 시 코우타리(神足) 또는 쿠가이(久貝), 오야마자키쵸(大山崎町) 오오야마자키(大山崎)로 비정하는 설이 유력한데, 이러한 거듭된 이설은 천도의 영향으로 보인다.
고쿠분지는 소라쿠군에 있었다. 구니노미야의 다이고쿠덴(大極殿)이 746년에 절로 바뀌어 승사(僧寺)로 지정되었는데 882년에 소실된 것을 재건했지만 그 뒤로 쇠퇴하여, 가마쿠라 시대(鎌倉時代)에는 뵤도인(平等院)의 말사(末寺)가 되었다고 한다. 장소는 현재의 기즈가와시(木津川市) 가모 정(加茂町) 예폐(例幣)의 구니노미야 터로, 거대한 금당지와 탑지가 있다. 니사(尼寺)는 키즈(木津) 강변의 카모쵸 홋케지노(法花寺野)에 있었던 것으로 보이는데, 다이쇼(大正) 14년(1925년)에 절터 부근에서 대량의 기왓조각이 발굴되어 이곳이 니사의 자취라고 생각되고 있다.
《엔기시키》 신명장(神名帳)에는, 대사(大社) 53좌 37사ㆍ소사(小社) 69좌 59사로 모두 122좌 96사가 기재되어 있고, 그 밖에 궁중의 36좌(대30좌ㆍ소6좌), 교토 안의 대3좌가 기재되어 있다.
이치노미야(一宮)는 교토의 가모 진쟈(賀茂神社, 키타구의 가모와케이카즈치賀茂別雷 진쟈 즉 지금의 가미가모 신사, 그리고 사쿄구의 가모미오야賀茂御祖 진쟈 즉 시모가모 신사)이다. 야마시로의 이치노미야 지정에는, 지방의 여러 쿠니와는 달리 신기관(神祇官)이 파견된 것으로 보이며, 11세기 말부터 여러 쿠니에서 각각 이치노미야가 성립해 나간 것과는 달리 기나이에서는 12세기가 되어서야 이치노미야의 지정이 이루어졌던 것으로 여겨진다. 니노미야(二宮) 이하는 존재하지 않는다. 총사(総社)는 알 수 없다.

## 군
- 오토쿠니군(乙訓郡)
- 가도노군(일본어판)(葛野郡)
- 오타기군(일본어판)(愛宕郡)
- 기이군(일본어판)(紀伊郡)
- 우지군(일본어판)(宇治郡)
- 구세군(久世郡)
- 쓰즈키군(綴喜郡)
- 소라쿠군(相楽郡)

## 같이 보기
- 일본의 수도
- 일본 제국 해군